# Fie Woller
Fie Woller (* 17. September 1992 in Herning, Dänemark) ist eine dänische Handballspielerin, die dem Kader des rumänischen Erstligisten CS Minaur Baia Mare angehört.

## Karriere
Fie Woller begann im Jahre 1997 das Handballspielen beim dänischen Verein Snejbjerg SG&I. Nachdem Woller zwischen 2007 und 2009 für Team Ikast aufgelaufen war, schloss sie sich FC Midtjylland Håndbold an. Mit FC Midtjylland Håndbold gewann die Außenspielerin 2011, 2013 und 2015 die dänische Meisterschaft, 2012, 2014 und 2015 den dänischen Pokal, 2011 den EHF-Pokal sowie 2015 den Europapokal der Pokalsieger. Ab dem 1. Dezember 2016 stand sie beim deutschen Bundesligisten SG BBM Bietigheim unter Vertrag. Mit Bietigheim gewann sie 2017 und 2019 die deutsche Meisterschaft. Im Sommer 2020 wechselte Woller zum französischen Erstligisten Bourg-de-Péage Drôme Handball. Ab dem September 2021 lief sie für den Ligakonkurrenten Neptunes de Nantes auf. Ein Jahr später wurde sie vom dänischen Erstligisten København Håndbold unter Vertrag genommen. Im Sommer 2023 verließ sie den Verein. Woller stand ab dem Dezember 2023 beim rumänischen Erstligisten CSM Corona Brașov unter Vertrag. Im Sommer 2024 wechselte sie zum Ligakonkurrenten CS Minaur Baia Mare.
Fie Woller gewann bei der U-17-Europameisterschaft 2009 sowie bei der U-19-Europameisterschaft 2011 die Goldmedaille. Bei der U-19-EM 2011 wurde sie zusätzlich in das All-Star-Team gewählt. Woller bestritt bislang 65 Länderspiele für die dänische A-Nationalmannschaft, in denen sie 113 Treffer erzielte. Sie gehörte dem dänischen Aufgebot bei der Europameisterschaft 2016, bei der Weltmeisterschaft 2017 und bei der Europameisterschaft 2018 an.

## Sonstiges
Ihre Zwillingsschwester Cecilie Woller spielt ebenfalls Handball.